# メラニー・クレマン
メラニー・ルゴー＝クレマン（Mélanie Legoux Clément、1992年5月3日- ）は、フランスの柔道選手。階級は48kg級。

## 経歴
2011年のヨーロッパジュニア48kg級で2位になると、世界ジュニアでは準々決勝で遠藤宏美に有効で敗れるも3位となった。2013年にはヨーロッパ学生柔道選手権大会で優勝した。2017年のグランプリ・デュッセルドルフでは決勝で渡名喜風南に横四方固で敗れるも2位になった。グランドスラム・エカテリンブルグでは準決勝で近藤亜美に横四方固で敗れて3位だった。世界選手権では準々決勝でモンゴルのムンフバット・ウランツェツェグに腕挫十字固で敗れて7位となった。2018年の世界選手権では初戦でスロベニアのマルシャ・シュタンガルに敗れた。2019年のグランプリ・トビリシでは準決勝でムンフバットに反則勝ちすると、決勝では世界チャンピオンであるウクライナのダリア・ビロディドに大外落と隅落の合技で一本勝ちする金星を挙げて、ビロディドの国際大会での連勝記録を38で止めた。6月のヨーロッパ競技大会では準々決勝でビロディドに崩上四方固で敗れるなどして7位だった。世界選手権では準々決勝で渡名喜に敗れるなどして5位だった。ワールドマスターズでは3位になった。2020年のグランドスラム・パリでは準決勝で世界ジュニアチャンピオンの古賀若菜に合技で敗れて3位だった。2021年の東京オリンピックには国内のライバルであるシリヌ・ブクリよりもここ最近の成績が振るわなかったために代表に選ばれなかった。グランドスラム・パリでは決勝で古賀若菜に崩袈裟固で破れて2位だった。
IJF世界ランキングは4723ポイント獲得で6位(2022年5月23日現在)。

## 主な戦績
- 2011年 - ヨーロッパジュニア 2位
- 2011年 - 世界ジュニア 3位
- 2013年 - ヨーロッパ学生柔道選手権大会 優勝
- 2015年 - ベルギー国際 優勝
- 2017年 - グランプリ・デュッセルドルフ 2位
- 2017年 - グランプリ・トビリシ 3位
- 2017年 - グランドスラム・エカテリンブルグ 3位
- 2017年 - 世界選手権 7位
- 2017年 - ワールドマスターズ 7位
- 2018年 - グランドスラム・デュッセルドルフ 3位
- 2018年 - グランプリ・トビリシ 3位
- 2018年 - グランドスラム・大阪 5位
- 2019年 - グランプリ・マラケシュ 3位
- 2019年 - グランプリ・トビリシ 優勝
- 2019年 - ヨーロッパ競技大会 7位
- 2019年 - グランプリ・ザグレブ 2位
- 2019年 - 世界選手権　5位
- 2019年 -　ワールドマスターズ　3位
- 2020年 -　グランプリ・テルアビブ　3位
- 2020年 -　グランドスラム・パリ　3位
- 2020年 - ヨーロッパ選手権　5位
- 2021年 -　グランドスラム・テルアビブ　5位
- 2021年 -　ヨーロッパ選手権　3位
- 2021年 -　グランドスラム・パリ　2位
- 2021年 -　グランドスラム・アブダビ 3位
- 2022年 -　グランドスラム・トビリシ 優勝

(出典、JudoInside.com)